# À toute épreuve (album)
 (septembre 2022).
Si vous disposez d'ouvrages ou d'articles de référence ou si vous connaissez des sites web de qualité traitant du thème abordé ici, merci de compléter l'article en donnant les références utiles à sa vérifiabilité et en les liant à la section « Notes et références ».
Pour les articles homonymes, voir À toute épreuve.
Albums de Sniper
Trait pour trait
Singles
1. Les blues de la Tess
2. Arabia
3. Fadela
4. J'te parle
5. Blood Diamondz

À toute épreuve est le quatrième album studio du groupe de rap Sniper. L'album est sorti le 26 septembre 2011 en format numérique et le 3 octobre 2011 en format physique.
C'est le premier album sans Blacko. On retrouve en featuring Soprano, Anahy, Humphrey, L.E.C.K, Sexion d'Assaut et J-Mi Sissoko. Le remix All Star du morceau Arabia (en featuring avec Sinik, Rim'K, Médine, Mokless, Haroun, L.E.C.K, L'Algérino, Bakar, Mister You et Reda Taliani) n'est pas présent sur l'album.

## Développement
À l'aube de l'automne 2011, Sniper sort son 4e album. Cet album, privé de la présence de Blacko qui a choisi de partir dans une carrière en solo. Cet opus n'a donc plus que deux acteurs principaux (Tunisiano et Aketo) mais il sera accompagné de plusieurs autres rappeurs : Soprano (rappeur), Reda Taliani, Sexion D'assaut, Anahy, L.E.C.K, J-Mi Sissoko... Lors d'une interview, Tunisiano et Aketo ont confirmé que cet album serait davantage un nouveau Du rire aux Larmes que la suite de Trait pour Trait. On s'attend donc à voir un album beaucoup plus rappé puisque les deux albums suivants avaient été influencés par Blacko et son attirance pour le Reggae.
L'album devait initialement s'intituler La gueule de l'emploi.

## Liste des titres
1. À toute épreuve (Processus 2011) - 4:11
2. Chienne de vie feat. Leck - 4:52
3. Arabia - 5:26
4. Blood Diamondz feat. Sexion d'Assaut - 4:53
5. La gueule de l'emploi - 4:04
6. Mentalité française - 4:51
7. Ange et démon feat. J-Mi Sissoko - 4:21
8. Blues de la tess - 4:06
9. J'te parle feat. Soprano - 4:30
10. J'essaie d'oublier - 5:03
11. Fadela - 4:04
12. On se ment - 3:46
13. Thérapie feat. Anahy - 4:16
14. Tout le monde lève les bras - 3:34
15. Jugement dernier - 4:16
16. Fadela(clip) [Bonus digital]
17. Arabia(clip) [Bonus digital]
18. Blues de la tess(clip) [Bonus digital]
19. J'te parle(clip) [Bonus digital]